# 岩谷薫
岩谷 薫（いわたに かおる）は、日本の写真家、著作家、思想家。兵庫県出身。19世紀ヨーロッパの墓地天使像を撮っている。また、石棺仏および、中国の古典怪談（志怪小説、伝奇小説）の研究家でもある。

## 来歴・人物
立命館大学法学部卒。　「写真は魂を撮るもの」 との姿勢で、多数の著名人や芸能人を撮影してきた経歴をもつ。またその美しい魂の姿をロンドンやイタリア、コート・ダジュールの19世紀の墓地の天使像や、石棺仏に見出し、 写真集やエッセイでは写真のみならず、文化人類学や宗教学、精神世界、仏教、禅、民俗学、現代の量子論への造詣も深い。
中国古典怪談も同じく「魂を語る小説」 との認識で読み続けその研究歴は長く、 中国怪談に見る独特の処世術やスピリチュアリズム、あの世の記録を現代に活かしている。常に、写真と文書で魂の行方について探求している作家である。

## 主な著作

### 写真集
- 『Talking with Angelsーロンドンの天使達ー』（パロル舎、2005年）占星術家の鏡リュウジ氏が賛辞。
- 『Talking with Angelsーイタリアの天使達ー』（パロル舎、2006年）ISBN 978-4894190627
- 『笑とる仏ー播磨の石棺仏を中心にー』（西日本出版社、2011年）日本図書館協会選定図書。全国初の石棺仏のまとまった写真集である。谷村新司氏が賛辞している。
- 『Talking with Angelsーコート・ダジュールの天使達ー』（PANARION、2016年）写真の他に、あとがきでは、華厳経の事事無碍法界の思想を、華厳経的視点、文化人類学的な視点、現代科学の視点、臨死体験の視点の4点から解説している書。[5]

### エッセイ
- 『新釈　中国古典怪談』（ヒカルランド、2014年）森田健著の『生まれ変わりの村』で起こる生まれ変わり現象の共通性を、中国古典怪談と現代臨死研究から初めて立証した書でもある。
- 『亡くなる心得―古典文献から解明する死と生、成仏の本質』（PANARION、2022年）霊界を記録した中国古典怪談、日本の古典、民俗学、西洋の古典スピリチュアル文献、現代の量子論の全共通性を、唯識と華厳経思想を元に発見し、死と生の本質を完全に解明した書。青山学院大学近代日本文学教授日置俊次や、『生まれ変わりの村』の森田健が賛辞を送っている。

### 雑誌
- 『Sundari』vol5（白夜書房、2008年）「パワースポットとしてのロンドン19世紀の墓地」写真提供、執筆。
- 『yaso 夜想　ヴィクトリアン』（studio parabolica、2008年）「天国のようなヴィクトリア時代の墓地」写真提供、執筆。
- 『もっとデジイチLIFE』23号（デアゴスティーニ、2011年）「写真とは魂を写すもの　光の中で笑とる仏と対話する」写真提供、インタビュー。

### 個展
- 『身体感覚』（STUDIO EBIS フォトギャラリー、1995年）
- 『Angels of Bromptonー祈りのすがたー』（STUDIO EBIS フォトギャラリー、1998年）

### テレビ・映画・ラジオ出演
- 『真夜中の王国』 NHKBS2 に　個展『身体感覚』の紹介。（1995年）
- 『真夜中の王国』 NHKBS2 と、東京MXTVに  個展『Angels of Bromptonー祈りのすがた』の紹介とインタビュー。（1998年）
- 『志の輔ラジオ 土曜がいい！』文化放送 立川志の輔と対談。（2005年）
- 『三上公也の情報アサイチ!』ラジオ関西　石棺仏についてインタビュー（2011年）
- 『おはよう関西』NHK大阪放送局　石棺仏についてインタビュー（2011年）
- 映画 『ドキュメンタリー　生まれ変わりの村』　解説者の1人として、中国古典怪談と、「生まれ変わりの村」で起こる生まれ変わり現象の共通性を語る。 （2016年 -   ）
- 『三上公也の朝は恋人』ラジオ関西　『亡くなる心得』についてインタビュー（2022年）